# Abdoul Khachkara
Abdoulrahman Kachkara (22 marzo 1990) è un allenatore di pallacanestro ed ex cestista svizzero.

## Palmarès

### Giocatore
- Campionato svizzero: 2

Lions de Genève: 2013, 2015
- Coppa di Svizzera: 1

Lions de Genève: 2014
- Coppa di Lega Svizzera: 2

Lions de Genève: 2013, 2015